# Ulla-Carin Grafström
Ulla-Carin Grafström, född 9 augusti 1953 i Hallsberg, är en svensk tecknare, illustratör, manusförfattare och regissör.
Grafström utbildade sig vid Berghs reklamskola och på Konstfack. Hon debuterade 1996 med kortfilmen Eurofrog. 1997 utkom Hem ljuva hem, en tre minuter lång animerad kortfilm om Carl XVI Gustaf och Drottning Silvia. Filmen belönades med en Guldbagge 1998 för Bästa kortfilm.

## Filmografi
- 1996 – Eurofrog
- 1997 – Hem ljuva hem
- 1997 – Pappa och jag
- 2000 – Prinsen av Ponte Corvo
- 2001 – Kungliga kalamiteter
- 2003 – Prinsesstårtan
- 2006 – Kungens nya kläder
- 2010 – Det kunde varit jag